# Mfecane

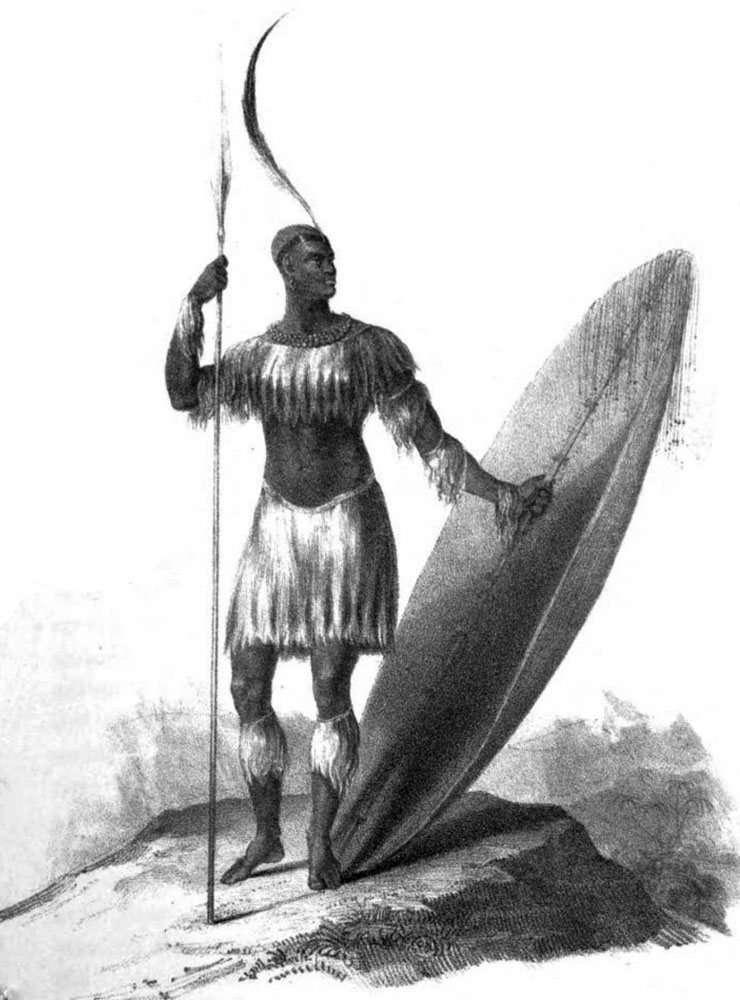
koning Shaka

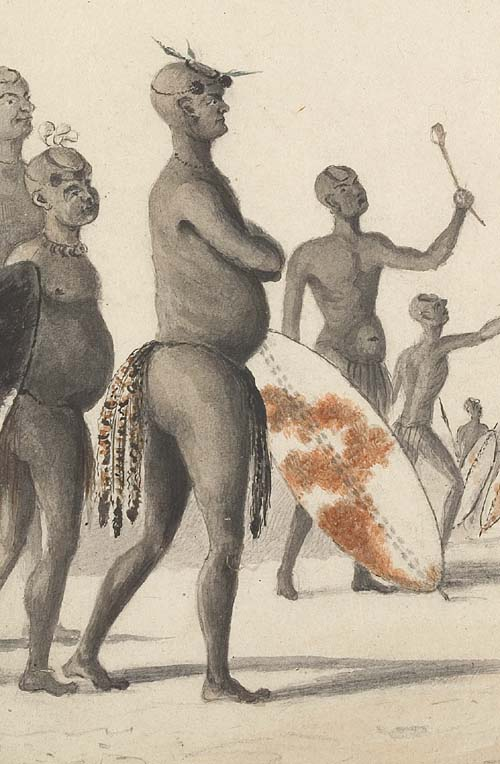
koning Mzilikazi met achter hem de jonge kroonprins Lobengula

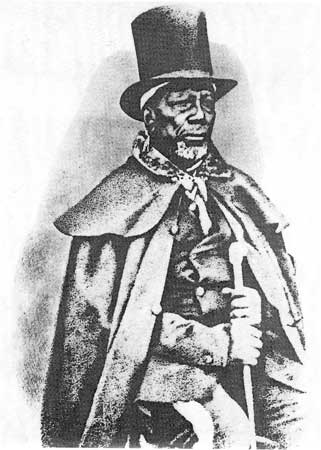
koning Moshoeshoe I

Mfecane (Zoeloe), ook bekend als Difaqane of Lifaqane (Sotho), is een Zuid-Afrikaanse uitdrukking en betekent zoveel als het verpletteren of het verspreiden. Het staat voor een periode van chaos en onrust in Zuidelijk Afrika tussen 1815 en circa 1835.
In aanloop naar de Mfecane speelde de Zoeloe-koning Shaka een grote rol. Deze militaire leider veroverde het volk der Nguni tussen de Tugela- en Pongola-rivieren in het begin van de negentiende eeuw en stichtte een militaristisch koninkrijk in het gebied. De Mfecane leidde tevens tot grote volksverhuizingen van de daar levende Bantoe-volkeren en tot de formatie en consolidatie van andere groepen — zoals de Matabele, de Mfengu en de Makolo —, het uitmoorden en verdrijven of opgaan in andere volkeren van de San in de Drakensbergen en de stichting van staten zoals het moderne Lesotho.
Primair wordt met Mfecane de periode bedoeld van de overheersing van de Transvaal door de Noord-Ndbele koning Mzilikazi. Deze periode, ruwweg van 1826 tot en met 1835, werd gekarakteriseerd door verwoesting en moord op grote schaal, doordat Mzilikazi alle oppositie elimineerde en  het gebied hermodelleerde aan de nieuwe Matabele-orde. Tijdens zijn tocht, weg van het koninkrijk van Shaka, paste hij de tactiek van de verschroeide aarde toe in wijde omgeving, waarbij alles wat leefde, zoals de oorspronkelijke San-bevolking, gedood werd. Het aantal doden is niet bekend, maar zijn hele gebied en het gebied waar zijn stam (de Khumalo, de latere Matabele) doorheen trok werden praktisch ontvolkt.

## Oorzaken der Mfecane
Verscheidene theorieën proberen de oorzaak van deze bloedige migratie van vele verschillende stammen in dit gebied te verklaren. De bevolking van Zoeloeland was sterk gegroeid. De introductie van maïs - uit Amerika, door de Portugezen - in Mozambique speelde hierin een rol. De voedselproductie werd — met als prijs een hoger waterverbruik — verhoogd, waardoor de bevolkingsgroei ook toenam. Het bood Shaka  de mogelijkheid voor het eerst in zwart Afrika een staand leger op te richten, dat de verbouw van voedsel aan anderen kon overlaten. Aan het einde van de achttiende eeuw was al het bebouwbare land bezet. Afnemende regenval en een tien jaar durende droogte in het begin van de negentiende eeuw zetten het landgeschil op scherp.
Omstreeks 1817 sloot Dingiswayo van de Mthethwa-groep ten zuiden van de rivier de Tugela een verbond met de Tsonga, die de handelsrouten naar Delagoabaai (het huidige Maputo) beheersten. Dit verbond maakte inbreuk op de handelsrouten van de in het noorden levende Ndwandwe-groep, nabij de rivier de Pongola. De hierop volgende veldslagen tussen de Mthethwa en koning Zwide van de Ndwandwe worden als het begin der Mfecane gezien.

## Opkomst der Zoeloes
Nadat de Mthethwa verslagen waren door Zwide en Dingiswayo gedood was, vormden vele Mthethwa-leiders een confederatie met de Zoeloe-stam, onder het leiderschap van Shaka. De Zoeloes onderwierpen eerst enkele kleinere stammen in hun omgeving en vanaf 1818 ook de Ndwandwe-stammen van Zwide.
Shaka's manier van assimileren hield in dat de vrouwen en kinderen verwelkomd werden, maar de ouderen en mannen werden gedood, voor zover ze niet vluchten konden. De vluchtelingen namen de Zoeloe-tactiek snel over en richtten hun blikken op verder verwijderde stammen.

## Gevolgen der Mfecane
In het oosten werden vluchtelingen geassimileerd in de Xhosa-sprekende groepen in de huidige provincie Oost-Kaap en werden de Mfengu (Fingoe). Ze werden meerdere keren aangevallen en door de Britten uit het gebied van de Westelijke Kaap naar Transkei verdreven.
Moshoeshoe I van Lesotho verzamelde de bergstammen en vocht vanuit bergforten en met handige diplomatie terug tegen de agressors om uiteindelijk het koninkrijk Lesotho te vormen.
Soshangane, een van Zwide's generaals, vluchtte naar Mozambique met het restant der Ndwandwe na hun nederlaag in de slag bij de rivier de Mhlatuze in 1819 tegen Shaka. Ze vormden het volk van de Shangaan en onderdrukten de Tsonga die daar leefden, waarvan sommige over de Lebombo-bergen in de noordelijke Transvaal vluchtten.
Zwangendaba van de Jero- of Gumbi-stam, een commandant van het leger der Ndwandwe, vluchtte noordwaarts met  Soshangane na zijn nederlaag in 1819. Hij stichtte een Ngoni-staat in het gebied tussen het Malawimeer en het Tanganyikameer.
De Ngwane leefden in het huidige Swaziland, vestigden zich in het zuidwesten en voerden regelmatig oorlog met de Ndwandwe. Sobhuza, leider der Ngwane, leidde zijn volk rond 1820 naar bergachtig gebied om aan de Zoeloe-aanvallen te ontsnappen. In deze periode kwamen de Ngwane bekend te staan als de Swazi en Sobhuza stichtte het Swazi-koninkrijk in wat nu centraal Swaziland is.
De Zoeloegeneraal Mzilikazi trok weg van Shaka en stichtte een koninkrijk in de Transvaal. Toen de blanke Voortrekkers tijdens de Grote Trek naar dit gebied verhuisden in 1837 dwongen enkele nederlagen tegen de boeren Mzilikazi om verder noordwaarts over de Limpopo te trekken en daar het koninkrijk Mthwakazi te stichten in een gebied dat nu bekendstaat als Matabeleland en tegenwoordig in het zuidwesten van Zimbabwe ligt.